# Tockenham
Tockenham – wieś w Anglii, w hrabstwie Wiltshire. Leży 50 km na północ od miasta Salisbury i 127 km na zachód od Londynu.